# Arisaemateae
Arisaemateae, tribus biljaka iz porodice kozlačevki, dio je potporodice Aroideae. Postoje dva prizata roda od kojih je tipičan arisema (Arisaema) sa  225 vrsta trajnica  iz Azije, Afrike i Sjeverne Amerike.

## Rodovi
1. Arisaema Mart.  (208 spp.)
2. Pinellia Ten. (11 spp.)